# Windows对象管理
对象管理是Windows Executive的一个子系统实现，用于管理Windows资源。 资源包括物理设备、文件、文件目录、注册表条目、正在运行的进程等等。所有子系统访问资源都必须通过对象管理子系统。

## 体系结构
Windows NT操作系统体系结构中，对象管理子系统管理所有的资源。资源被表示为对象。对象管理子系统保持着对每个对象的引用计数。任何访问对象的系统调用都必须通过对象管理子系统。Windows对象可分为内核对象、用户对象、GDI对象： 
- 用户对象（User interface object）：支持窗口管理。每个对象仅有一个句柄，句柄不能复制或继承，不能引用其他用户会话中的进程的用户句柄。任何进程只要有对某个用户句柄的安全访问权限，即可以访问该用户对象，即用户对象在当前会话下是全局的。一个进程最多有 65536 个用户对象句柄。用户对象包括：快捷键表HACCEL、插入点HCaret、鼠标指针HCURSOR、DDE 会话、窗口钩子HOOK、图标 HICON、菜单 HMENU、窗口 HWND、窗口位置Window position。[1]
- GDI 对象：支持图形。每个对象仅有一个句柄，句柄为进程私有。一个进程最多有 65536 个 GDI 对象句柄。GDI 对象包括：位图 HBITMAP、画刷 HBRUSH、设备环境HDC、增强型图元文件（EMF）、EMF 设备环境、字体 HFONT、内存 DC、图元文件Metafile、图元文件 DC、调色板 HPALETTE、画笔 HPEN、区域（Region）HRGN。[2]
- 内核对象：支持内存管理、进程执行、进程间通信。内核对象句柄是进程私有的，必须创建或者打开内核对象以获取其句柄。当进程创建或打开内核对象时，进程的句柄表中增加一个条目指向内核对象实例。进程的句柄表的索引称为句柄（handle）[3]。对象管理子系统使用句柄与命名两种方式管理对象实例。句柄在一个进程内部是线程共享的，但在进程之间不是直接可复用，需要特别方式在进程间传递对象句柄。一个进程任何时刻最多拥有 224，即大约 16,000,000 个句柄。句柄按照对象的分类可分为文件句柄、事件句柄、进程句柄等。一个进程对一个对象可以有多个句柄，以便按照不同权限来访问对象。

对象可分为内核对象（Kernel objects）与执行对象（Executive objects）。内核对象表示一些基本资源，如物理设备、同步服务等等。用户态的程序不能访问内核对象。用户态的系统服务与应用程序使用执行对象，这是Windows Executive对外暴露的对象，用来封装一个或多个内核对象。执行对象还用于实现 NT 子系统或 POSIX 子系统的一些功能。 
Windows NT 暴露的执行对象包括:
| 类别              | 描述 | 创建 / 获取句柄系统调用                                             | 创建 / 获取句柄函数                                                                       | 释放句柄函数                     | 未通知状态                                        | 通知状态                                        | 等待成功的副作用                                                            |
| ----------------- | --- | ------------------------------------------------------------------- | ----------------------------------------------------------------------------------------- | -------------------------------- | ------------------------------------------------- | ----------------------------------------------- | --------------------------------------------------------------------------- |
| 目录              | 用来存放内核对象。多级嵌套的目录将所有内核对象组织成一个树形结构                                                                                    | NtCreateDirectoryObject NtOpenDirectoryObject                       |                                                                                           |                                  |                                                   |                                                 | 无                                                                          |
| 进程              | 线程的集合，拥有共同的虚拟内存空间与控制信息 | NtCreateProcess NtOpenProcess                                       | CreateProcess OpenProcess GetCurrentProcess                                               | CloseHandle TerminateProcess     | 进程仍然活动时                                    | 进程终止运行时 （TerminateProcess ExitProcess） | 无                                                                          |
| 线程              | 进程内部，执行程序的实体。 | NtCreateThread NtOpenThread                                         | CreateThread CreateThreadEx OpenThread GetCurrentThread                                   | CloseHandle TerminateThread      | 线程仍然活动时                                    | 线程终止运行时 （TerminateThread ExitThread）   | 无                                                                          |
| 作业              | 进程的集合 | NtCreateJobObject NtOpenJobObject                                   | CreateJobObject                                                                           | CloseHandle                      | 当作业的时间尚未结束时                            | 当作业的时间已经结束时                          | 无                                                                          |
| 文件              | 一个打开的计算机文件或 I/O 设备。 | NtCreateFile NtOpenFile                                             | CreateFile                                                                                | CloseHandle DeleteFile           | 当 I/O 请求正在处理时                             | 当 I/O 请求处理完毕时                           | 无                                                                          |
| 文件映射对象      | 一块内存区域，映射到一个文件。 | NtCreateSection NtOpenSection                                       | CreateFileMapping                                                                         | CloseHandle                      |                                                   |                                                 |                                                                             |
| 访问令牌          | 一个对象的访问权。 | NtCreateToken NtDuplicateToken NtOpenProcessToken NtOpenThreadToken | CreateRestrictedToken DuplicateToken DuplicateTokenEx OpenProcessToken OpenThreadToken    | CloseHandle                      |                                                   |                                                 |                                                                             |
| 事件              | 封装了某些信息的一个对象，用于通知某些进程。 | NtCreateEvent NtOpenEvent                                           | CreateEvent CreateEventEx OpenEvent                                                       | CloseHandle                      | ResetEvent，或 PulseEvent，或自动重置事件等待成功 | 当调用 SetEvent，或 PulseEvent                  | 自动重置事件等待成功后将自动重置                                            |
| 信号量            | 用于串行化访问某些资源的对象。 | NtCreateSemaphore NtOpenSemaphore                                   | CreateSemaphore CreateSemaphoreEx OpenSemaphore                                           | CloseHandle                      | 当数量 <=0 时                                     | 当数量 >0 时（ReleaseSemaphore）                | 数量减 1                                                                    |
| 互斥锁            | 用于串行化访问某些资源的对象。 | 无                                                                  | CreateMutex CreateMutexEx OpenMutex                                                       | CloseHandle                      | 被其他线程拥有时                                  | 未被其他线程拥有时                              | 等待成功的线程获得 CPU 所有权                                               |
| 临界区域          | 使得指定的代码段被串行执行 | 无                                                                  | InitializeCriticalSection InitializeCriticalSectionAndSpinCount                           | DeleteCriticalSection            | 被其他线程拥有时（试图 EnterCriticalSection）     | 未被其他线程拥有时（LeaveCriticalSection）      | 等待成功的线程获得 CPU 所有权                                               |
| 定时器            | 按照固定时间间隔通知某些进程的对象。 | NtCreateTimer NtOpenTimer                                           | CreateWaitableTimer CreateWaitableTimerEx                                                 | CloseHandle                      | CancelWaitableTimer 或自动重置定时器等待成功      | 当时间到时（SetWaitableTimer）                  | 自动重置定时器等待成功将 reset                                              |
| Timer queue       | | 无                                                                  |                                                                                           |                                  |                                                   |                                                 |                                                                             |
| Timer-queue timer | | 无                                                                  |                                                                                           |                                  |                                                   |                                                 |                                                                             |
| 注册表键值        | Windows 注册表条目的键值，数据类型不是 HANDLE 而是 HKEY                                                                                             |                                                                     | RegCreateKeyEx RegOpenKeyEx                                                               | RegCloseKey                      |                                                   |                                                 |                                                                             |
| 桌面              | 包含 GUI 元素的一个逻辑显示面，数据类型是 HDESK | 无                                                                  | CreateDesktop OpenDesktop GetThreadDesktop                                                | CloseDesktop                     |                                                   |                                                 |                                                                             |
| WindowStation     | 包含一些桌面对象、一块剪贴板对象、以及其他对象的对象，数据类型是 HWINSTA                                                                            | 无                                                                  | CreateWindowStation OpenWindowStation GetProcessWindowStation                             | CloseWindowStation               |                                                   |                                                 |                                                                             |
| 剪贴板            | 用于其它对象的临时存储空间。 | 无                                                                  | OpenClipboard                                                                             | CloseClipboard                   |                                                   |                                                 |                                                                             |
| 符号链接          | 对其他对象的引用 | NtCreateSymbolicLinkObject NtOpenSymbolicLinkObject                 |                                                                                           |                                  |                                                   |                                                 |                                                                             |
| 事件日志          | | 无                                                                  | OpenEventLog RegisterEventSource OpenBackupEventLog                                       | CloseEventLog                    |                                                   |                                                 |                                                                             |
| 目录下更改通知    | 若指定的目录下发生了文件名、属性等更改，则唤起本事件                                                                                                |                                                                     | FindFirstChangeNotification                                                               | FindCloseChangeNotification      | 没有发生指定监视类型的修改                        | 发生了指定监视类型的修改                        | 重置事件状态；若需要监视下一次更改，使用循环搭配 FindNextChangeNotification |
| 堆内存            | | 无                                                                  | HeapCreate GetProcessHeap GetProcessHeaps                                                 | HeapDestroy 不应释放进程的缺省堆 |                                                   |                                                 |                                                                             |
| I/O 完成端口      | | NtCreateIoCompletion NtOpenIoCompletion                             | CreateIoCompletionPort                                                                    | CloseHandle                      |                                                   |                                                 |                                                                             |
| Mailslot          | | NtCreateMailslotFile                                                | CreateMailslot                                                                            | CloseHandle                      |                                                   |                                                 |                                                                             |
| 内存资源通知      | |                                                                     | CreateMemoryResourceNotification                                                          | CloseHandle                      |                                                   |                                                 |                                                                             |
| 模块              | 只有自己 LoadLibrary 加载的 DLL 才需要释放；数据类型为 HMODULE；WinMain 函数的 hInstance 参数是指向 EXE 主程序的 HMODULE（数据类型为 HINSTANCE）    | 无                                                                  | LoadLibrary LoadLibraryEx GetModuleHandle GetModuleHandleEx WinMain 函数的 hInstance 参数 | FreeLibrary                      |                                                   |                                                 |                                                                             |
| 管道              | 管道可以是双工（双向传输）的；创建管道的一方称为服务端，连接到已存在或将要存在的管道的一方称为客户端                                                | NtCreateNamedPipeFile                                               | CreateNamedPipe CreatePipe CreateFile                                                     | CloseHandle DisconnectNamedPipe  |                                                   |                                                 |                                                                             |
| 套接字            | Unix 下的套接字只是普通 fd，而 Windows 下的套接字一般而言和普通（文件系统）文件不一样，推荐使用专门的套接字 API 操作；数据类型是 SOCKET（UINT_PTR） | 无                                                                  | WSASocket WSAAccept                                                                       | closesocket                      |                                                   |                                                 | 与文件类似                                                                  |
| 资源更新          | 使用 UpdateResource 更新某个 PE 模块中的资源（Resource，包括字符串、图标等）                                                                        | 无                                                                  | BeginUpdateResource                                                                       | EndUpdateResource                |                                                   |                                                 |                                                                             |

### 对象结构
每个被对象管理子系统所管理的对象，包含头部和体部。头部是对象管理子系统使用的状态信息。体部是对象相关的数据与暴露的服务。
对象头部对外暴露的信息称为Properties, 包括：
- Object Name，用来标识对象
- Object Directory，对象所属类别
- Security Descriptors，对象的访问权限，一般在创建对象时传入，大多数时候传入值为NULL，表示采用默认安全属性。
- Quota Charges，对象的资源使用信息
- Open handle count，打开的句柄计数
- Open handle list，活动引用的进程列表
- Reference count，活动引用进程的计数
- Type，用来标识对象体部结构

对象管理子系统所管理的对象必须提供下属服务: 
- Close，关闭对象的一个句柄
- Duplicate，创建对象的另一个句柄，用来给另一个进程共享访问该对象
- Query object，获得对象的属性与性质等信息
- Query security，得到对象的安全描述信息
- Set security，改变对象的安全访问信息
- Wait，同步一个或多个对象，通过特定事件。

同一类型的对象具有一些相同的属性，如类型名、是否分配在非分页内存、访问权限、同步信息等。这些由一个类型对象（type object）来表示。所有同一类型的对象实例共享这唯一的类型对象。 可以创建新的对象类型，这通过把一个对象的属性作为对外暴露的状态，把其方法作为对外暴露的服务来实现。 
对象名（Object name）是一个对象的描述性标识。对象管理子系统保持一个已经用于表示对象的名字列表，映射每个名字到对象实例。实际上大多数访问对象的行为是通过句柄；通过对象名来查找对象实例仅发生在创建对象时、跨进程共享一个对象时。
Object directories用于按照类型来分类对象。预定义的Object directories包括：
- \?? （Win32 设备名，其中只有符号链接）
- \BaseNamedObjects （互斥、事件、信号量、可等待计时器和段对象）
- \Callback （回调函数）
- \Device （设备）
- \Drivers
- \FileSystem
- \KnownDlls
- \Nls (language tables)
- \ObjectTypes （对象类型对象）
- \RPC Controls （RPC端口）
- \Security （安全子系统对象）
- \Windows （窗口子系统对象）

对象属于命名空间（Namespace）. 每个用户会话（user session）是一个名字空间。这使得多个客户同时运行一个应用程序而不会发生干扰。在所有名字空间共享的对象属于GLOBAL命名空间。例如，在Global命名空间中创建一个事件，名字叫CSAPP：
```
CreateEvent( NULL, FALSE, FALSE, "Global\\CSAPP" );
```

全局命名空间使得多个客户会话间的进程可以通信。例如，一个客户/服务器使用互斥锁来同步，服务器模块在全局命名空间创建一个互斥锁对象，然后客户进程使用"Global\"前缀来打开这个互斥锁对象。 客户进程可以明示使用 "Local\"前缀来在客户会话命名空间中创建对象。
OBJECT_ATTRIBUTES 结构:
```
 
typedef
 
struct
 
_OBJECT_ATTRIBUTES
{

  
ULONG
 
Length
;

  
HANDLE
 
RootDirectory
;

  
PUNICODE_STRING
 
ObjectName
;

  
ULONG
 
Attributes
;

  
PSECURITY_DESCRIPTOR
 
SecurityDescriptor
;

  
PSECURITY_QUALITY_OF_SERVICE
 
SecurityQualityOfService
;

 
}
OBJECT_ATTRIBUTES
;

```

Attributes 成员域可以是 0，或下述标志的组合： 
```
OBJ_INHERIT
OBJ_PERMANANT
OBJ_EXCLUSIVE
OBJ_CASE_INSENSITIVE
OBJ_OPENIF
OBJ_OPENLINK
OBJ_KERNEL_HANDLE
```

## 参加
- Windows NT体系结构